# Avenue Jean-Jaurès (Aubervilliers et Pantin)
Pour les articles homonymes, voir Avenue Jean-Jaurès.
L'avenue Jean-Jaurès, située à la limite entre Aubervilliers et Pantin, est l'une des artères principales de ces deux villes.

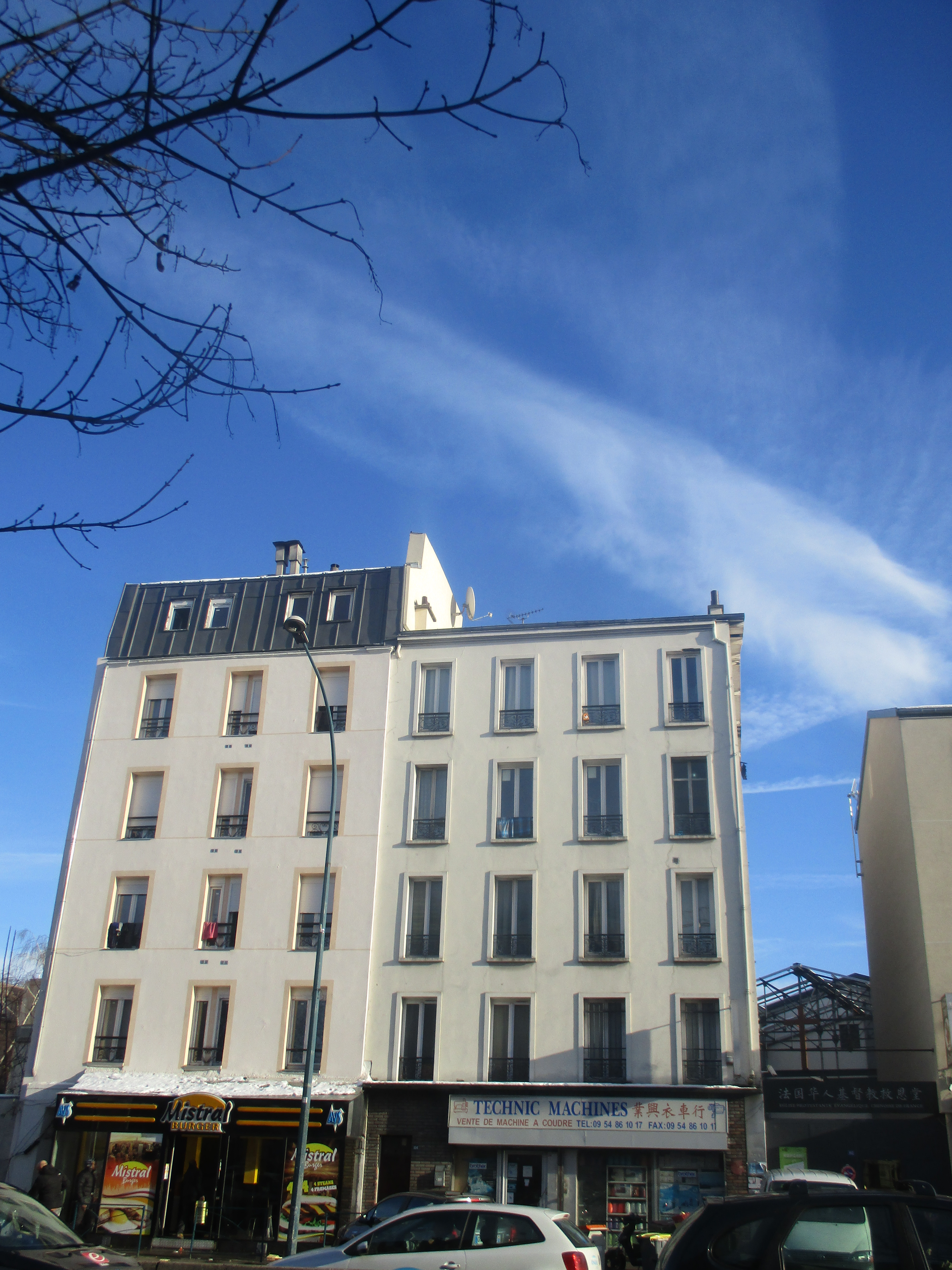
104, avenue Jean-Jaurès.

## Situation et accès
Elle suit le parcours de l'ex-route nationale 2 actuellement RD 932.
 Cette avenue est partagée par deux villes : Aubervilliers (à l'ouest) et Pantin  (à l'est).
Partant de Paris, elle croise entre autres : 
- la rue Solférino,
- l'avenue de la République et avenue Edouard-Vaillant. (Quatre Chemins)
- la rue Léopold-Rechossière
- la rue Danielle-Casanova et de l'avenue de la Division-Leclerc. (Fort d'Aubervilliers)

Elle se termine à la limite de La Courneuve (Avenue Paul-Vaillant-Couturier).

### Desserte
Elle est desservie par plusieurs stations de la ligne 7 du métro de Paris :
- Station de métro Aubervilliers - Pantin - Quatre Chemins, au carrefour de l'avenue de la République et l'avenue Édouard-Vaillant ;
- Station de métro Fort d'Aubervilliers, au carrefour de la rue Danielle-Casanova et de l'avenue de la Division-Leclerc ;
- Station de métro Porte de la Villette à proximité à la limite de Paris et du Boulevard Périphérique et du rond-point de la Porte de la Villette (Place Auguste-Baron).

## Origine du nom
Le nom de cette avenue lui a été attribué pour rendre hommage à Jean Jaurès, homme politique français, né à Castres le 3 septembre 1859 et décédé à Paris le 31 juillet 1914.

## Historique

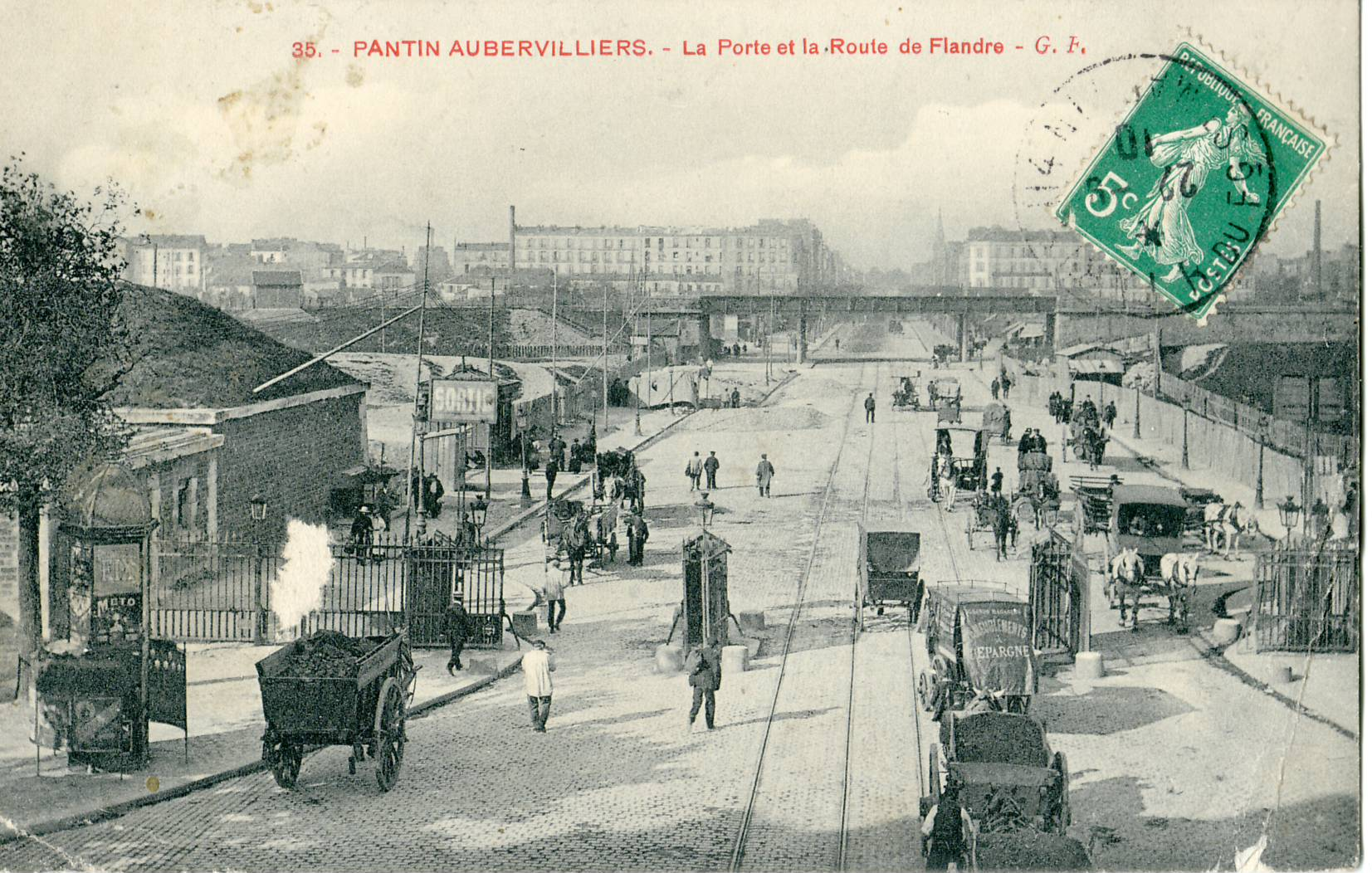
Début de la route nationale 2, à la porte de la Villette, vers 1910.

Elle s'appelait autrefois la Route de Flandre,.
À la fin du XIXe siècle, de nombreuses entreprises liées à l'industrie chimique (vernis, peintures, savonnerie, corps gras, parfumeries) étaient implantées le long de cette route. 
Le 1er avril 1918, durant la première Guerre mondiale, le glacis du fort d'Aubervilliers situé au no 174 avenue Jean-Jaurès est touché lors d'un raid effectué par des avions allemands.

Le 30 mars 1918, un obus lancé par la Grosse Bertha explose au no 174 avenue Jean-Jaurès dans le cimetière parisien de Pantin. Deux autres obus éclatent les 25 avril, 28 mai et le 3 juin toujours dans le cimetière parisien de Pantin.
Le 31 mai 1918 un obus tombe en face du fort d'Aubervilliers.
Le 3 juin 1918, un autre obus termine sa course à l'angle des routes de Flandre et de La Courneuve
C'est dans cette avenue que le gardien de la paix Fernand Mazoyer est abattu le 20 août 1944, lors d'une mission de reconnaissance. La rue Bernard-et-Mazoyer à Aubervilliers porte son nom.

## Bâtiments remarquables et lieux de mémoire

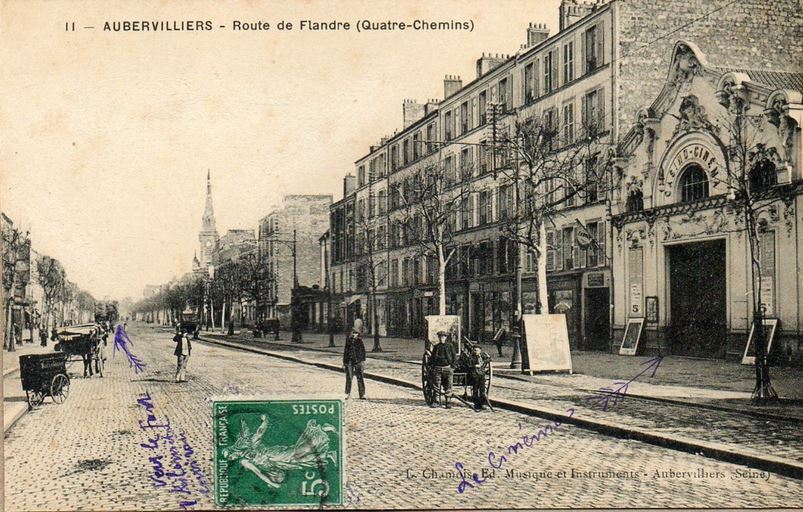
Cinéma rue de Flandre, aux Quatre-Chemins. Au loin, l'église Sainte-Marthe

- Au numéro 80, Espace Cinéma Pantin, successeur d'une salle de cinéma centenaire ;
- Au numéro 118, côté Pantin, l'église Sainte-Marthe des Quatre-Chemins ;
- Au numéro 164, au bout de l'avenue du Cimetière-Parisien, le cimetière parisien de Pantin, le plus grand cimetière de France en activité ;
- Le Théâtre équestre Zingaro[7] ;
- Le Fort d'Aubervilliers ;